# 立川勇希
立川 勇希（たちかわ ゆうき）は日本の施術家。バイオメカニクストレーナー。大阪府生まれ、滋賀県東近江市（旧蒲生町）育ち。奈良県生駒市在住。

## 人物・来歴
医療系学校を卒業後、施術所を開設。1996年に株式会社トータルヘルスケアを設立し、整骨院と整体院の運営を始める。1998年には株式会社SUKOBURUを設立してメディカルケア用品の設計、企画事業を開始する。
トレーナーとしてはかなりのプロスポーツ選手の故障のケアに努め、オリンピック選手やトップアスリートの多くも立川の施術を求めて通院している。
また、アメリカのバイオメカニクス理論を早くから取り入れ、カスタムメイドインソールの作成やシューズの設計にも力を入れ、プロ野球選手のインソールやスパイクの作成まで手掛けている。

## トレーナーとしての活動
これまで、多くのプロスポーツ選手の故障に対して施術に取り組んでいる。中でもプロ野球選手を受け持つことが多いが、歴史的記録を次々構築している大相撲力士や、アテネオリンピック、北京オリンピックの金メダリスト、また世界選手権の金メダリストも担当している。また、ライオネス飛鳥を始め、ジャガー横田などが所属していた吉本女子プロレスや、ガイアジャパン、LLPW、アルシオンの女子プロレスラーのほとんどの選手の故障に対して、そのケアを立川がトレーナーとして担当していた。その他、数々のトップアスリートも担当している。

## レスリング選手として
高校入学後、当初は名門の野球部に所属。1年時担任の教師に騙されて、2年生からレスリング同好会へ入部。滋賀県大会では3階級を制覇。インターハイベスト8、国体3位、グレコ選手権3位、近畿大会2位の成績を残し、一般入試でレスリングの名門大学へ進学するも、父親の急死でレスリングの継続と大学を断念した。
その後、7年間のブランクを経て、1年間限定で復帰し、社会人選手権2位、社会人オープン選手権2位、国体5位、全日本選手権5位の成績を残している。

## エピソード
開業して早々に来院したプロ選手が、当時、阪神タイガースで大活躍していた亀山努であった。アキレス腱炎で1年間を棒に振っていた同選手は、当時、あらゆる病院や治療院を受診するも全く改善せず、手術を迫られ、キャンプ直前に最後の頼みの綱で訪れたのが立川の所であった。そして立川が出した結論が、アメリカでの足病専門医の受診であった。春季キャンプを中断し立川と共に1泊3日の緊急渡米は、当時の各スポーツ紙の一面を飾った。
受診の結果、スパイクとシューズ、インソールの加工によって十分に回復するとのことで、亀山はその3週間後に完全復帰している。ところで1泊3日の渡米はその4年後にも当時読売ジャイアンツの二岡智宏とも極秘に行っている。
亀山とプロレスラーのライオネス飛鳥は立川の院の患者同士。当時、飛鳥は吉本女子プロレスで活躍していた。その関係で、同じく患者であったジャガー横田と共に亀山と吉本女子プロレスの合同自主トレを立川の地元である奈良県生駒市で開催することが決まった。しかし、亀山がひどい睡眠時無呼吸症候群であることが判明し立川の紹介で鼻の手術をした。
当初は十分に自主トレに参加できる予定あったが、亀山が入院中無断で病院を抜け出しランニングやトレーニングを続けていたことで回復が遅れ、合同自主トレの前日に鼻からの大量出血で絶対安静状態となる。それでも亀山はプロレスラー達との自主トレを決行したものの、その合同自主トレに3時間遅れで現場に到着。その時、マスコミやケガに慣れているプロレスラーを騒然とさせたのが、点滴をしながらの亀山の登場であった。各スポーツ紙の一面はもちろん、ワイドショーのトップニュースにもなり、一般紙にも取り上げられるほどの話題で、その亀山の点滴を持って横にいた人物が立川だった。

## アメリカでの研鑽
亀山との渡米が立川に衝撃を与えた。日本の医療機関で精密検査を繰り返し、手術まで必要とされていた症状が、インソールとスパイク、ランニングシューズの加工と保存的療法のプログラムだけの実行で、約3週間で完治した事に感銘した立川は、その後何度も渡米して（多い年では年間6回）足病専門医や足底板技師、大学やNBシューズのラボなどで徹底的にバイオメカニクスと共にカスタムメイドインソールやシューズについての研鑽を積んでいる。

## プロ野球選手のスパイクの作成
亀山の足のトラブルを解決する上で、ぶつかった壁がスパイクであった。インソールを完璧に作成しても、日本の大手スポーツメーカーのスパイクの規格では、十分にその機能を発揮させることが出来ない現状があった。当時、各メーカーを訪ねても、バイオメカニクス理論の理解さえしてもらえず、全く相手にされなかった立川は自らスパイクを企画設計することを決意した。そして、唯一理解を示した岡山県のスパイク職人に製造を依頼し、立川の理論を取り入れたスパイクを完成させた。亀山以外にも、元中日ドラゴンズの大塔正明、元阪神タイガースの鮎川義文、北海道日本ハムファイターズの二岡智宏、広島東洋カープの嶋重宣、他かなりの数の選手がスポーツメーカーから用具提供を受けていながらも、自費で立川のスパイクを購入している。

## ニューバランスシューズとの関係
立川がプロ選手やオリンピック選手などのトップアスリートのアップシューズとして、バイオメカニクスの理論上、最も勧めているメーカーがニューバランスシューズ。創業当時のニューバランスジャパンの倉田修平社長のものづくりの考えに感銘し、倉田も立川の理論に共感を覚えていた。同社も立川の考えに合ったシューズを提供したのである。現在、倉田が引退されてからも、技術本部長の熊切昌弘との関係が深く、医科向け専用モデルのシューズやアスリート向けのシューズの提供をしている。なお、ニューバランスの医科向けシューズは立川の会社である株式会社SUKOBURUに唯一提供されて、全国の技師装具会社や病院に流通されている。また、巨人時代の二岡智宏は日本のプロ野球選手として唯一ニューバランスのスパイクを1年間使用していた。

## すこぶるウォーカー
トレーナーとして「患者様の通院する回数を少なくできないか?」との想いから、開発したのがウォーキングシューズである「すこぶるウォーカー」。プロ野球選手がインソールとそれに合うスパイクを装着すると、痛めている足以外にも、腰やヒザなどの故障箇所までもが楽になるとの声が多く寄せられ、そのノウハウを一般人に応用して日常生活やウォーキング用に開発されている。アメリカの足病専門医や足底板技師、トレーナーと設計、開発を最初から行っている本格的な製品で、「シューズにインソールを合わせる」というこれまでの一般的な考え方を覆し、「インソールの機能を基本に考え、それに合うシューズを作成した」という新しい発想で作られている。その新しい足への感覚が受け入れられ、テレビ通販を始め、各通販雑誌にも足の歪みをコントロールさせて、全身の歪みを正すシューズとして、頻繁に紹介されている。累計数で70万足を売り上げ、通販史上一つモデルのシューズとしては1年間で最も購入されたシューズである。今なお、その記録は破られていない。立川自らが発言している「その原因は足の歪みです」のキャッチフレーズのインパクトを受けた事が大ヒットを生んだとの業界筋の話もある。一部の説によると、このシューズの開発は倒産しかかっていた知り合いの会社を救うために、やむを得ず開発したシューズだとも言われている。

## テレビ通販の中止
すこぶるウォーカーの売り上げが全盛期の時に、突然全てのテレビ通販の放映が打ち切られた。あまりの大量注文に工場の生産が追い付かず、欠品状態が続いた上、不良製品が続発し、そしてその不良分までもが流通しだしたのである。その不良をたまたま立川が見つけて、ただちに深夜にタクシーを飛ばして、奈良県から岡山県にあるシューズの倉庫まで急行し、徹夜の状態で検品作業と不良品の仕分け作業を行ったのである。しかし後日、その避けてあった不良品が倉庫からなくなっていることが発覚し、その不良品を立川に無断でテレビ通販会社が流通していた事が判明。患者（ユーザー）様への背信行為と激怒した立川は、テレビ通販を取りまとめていたエージェント（本社：京都市）との契約を不履行として解約したのである。それと同時に、テレビ通販も打ち切ったのである。エージェントからすれば外見上問題がないと判断して流通させたと主張しているが、製造したメーカーは立川の規格に合わないシューズを作成したことを認め謝罪している。立川いわくは「足の歪みをコントロールさせるシューズ自体が歪んでいてどうするんだ」と言い、通常のメーカーの規格では合格するシューズの歪みも、機能的なクオリティーに厳格であった立川は、売り上げを最優先に考えていた当時のエージェントを絶対に許さなかった。一部の説によるとテレビ通販会社が当初の計画を大幅に上回る発注を繰り返したため、製造元のキャッシュフローが間に合わないために、製造会社の黒字倒産を避けようとしてテレビ通販の打ち切りを決断したとの情報もあるが定かではない。

## 出演番組
- NHKサンデースポーツ
- MBSナウ
- テレビ朝日ちい散歩
- 朝日放送マイラックマイウェー
- テレビ徳島フレッシュ情報局
- 高知放送じゃらん2モーニング
- フジテレビCXSports
- FM高知ルパンザ・サンエス

## 著書
- オンナの不調は足から治る（ぶんか社）